# Parco nazionale di Jugyd va
Il parco nazionale di Jugyd va (in russo Национальный парк «Югыд ва», Nacional'nyj park «Jugyd va») è un parco nazionale della Russia situato nella Repubblica dei Komi. È il parco nazionale più grande d'Europa (seguito dal parco nazionale del Vatnajökull in Islanda) ed è stato il parco nazionale più grande della Russia fino all'istituzione del parco nazionale della Beringia nel 2013.

## Storia
Il parco venne istituito dal Governo della Federazione Russa il 23 aprile 1994 con lo scopo di proteggere e destinare alle attività ricreative una parte della taiga degli Urali settentrionali.
Nel 1995 il tratto di foresta che comprende il parco nazionale di Jugyd va e la vicina riserva naturale della Pečora e dell'Ilyč vennero riconosciuti patrimonio dell'umanità dall'UNESCO, con il nome collettivo di Foresta vergine di Komi.

## Geografia

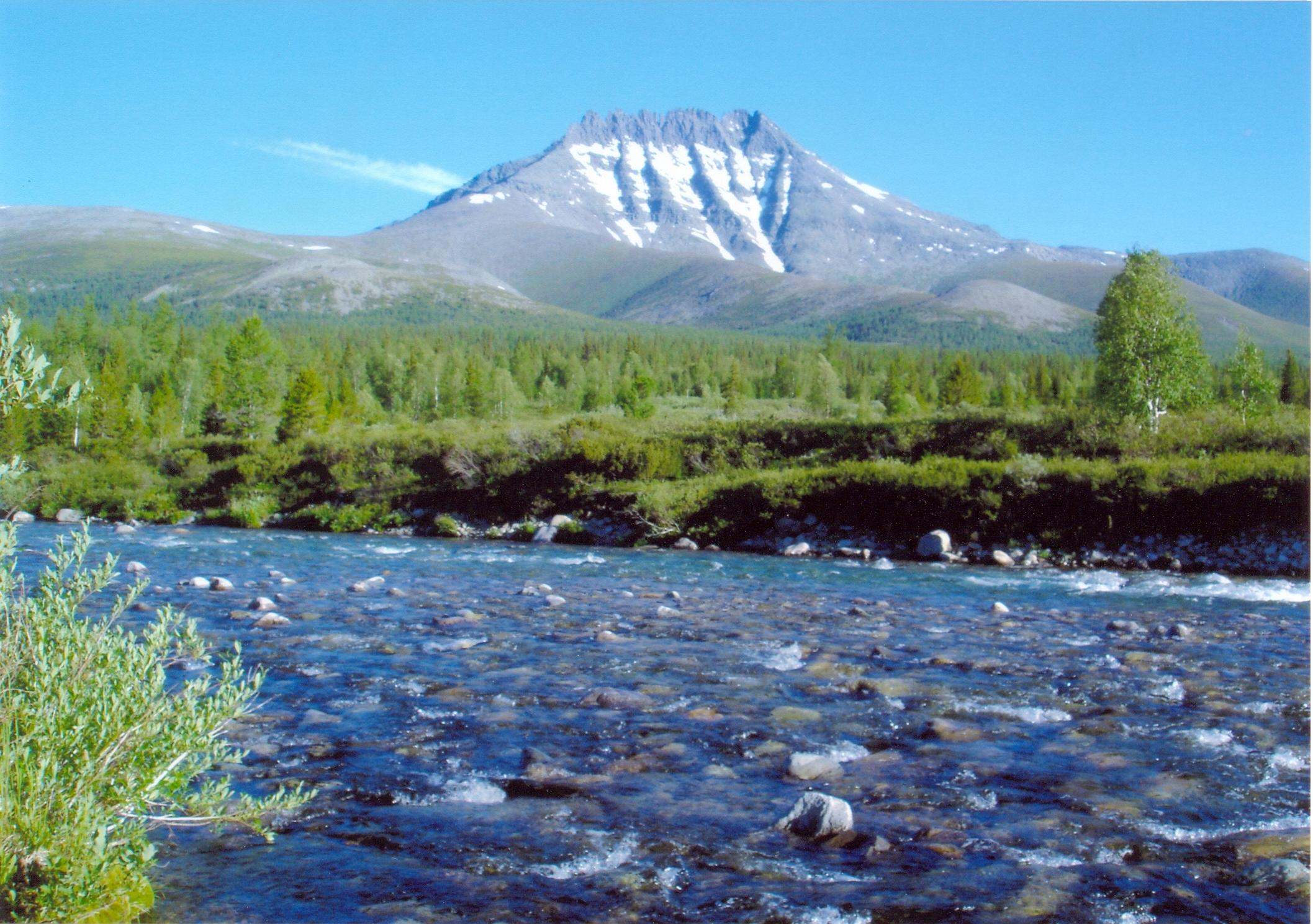
Il fiume Manaraga nei pressi del monte omonimo.

Il parco nazionale di Jugyd va è situato sulle pendici occidentali degli Urali polari e settentrionali, al confine tra Europa e Asia. I fiumi che scorrono dal versante occidentale degli Urali confluiscono nella Pečora, uno dei fiumi più grandi d'Europa, che si getta nel mare di Barents. Ad est il confine naturale del parco è costituito dalla cresta principale degli Urali, a nord dal fiume Kožim, ad ovest dai fiumi Synja, Vangyr e Kos'ju e a sud dalla riserva naturale della Pečora e dell'Ilyč. Il territorio del parco appartiene alla regione geofisica degli Urali subpolari, formatisi più di 200 milioni di anni fa e può essere suddiviso in tre zone: montagna, fascia pedemontana e pianura. È proprio nel centro del parco nazionale che si trovano le cime più alte degli Urali: il Narodnaja (1894,5 m), il Karpinskij (1878 m), il Kolokol'nja («Campanile», 1724 m), il Manaraga (1662 m) e il Niorojka (1645 m).

## Flora e fauna
Più di metà del parco è coperta dalla taiga; il resto è per lo più tundra, presente nelle zone più elevate. Vi sono anche circa 20 km² di prati, non solo alpini, ma anche quelli che crescono lungo i fiumi.
Nel parco vivono circa 180 specie di uccelli, alcune delle quali piuttosto rare, 22 specie di pesci, cinque specie di anfibi e una di rettili.
Tra i mammiferi più comuni del parco figurano la lepre variabile, lo scoiattolo volante della Russia, la renna, l'ermellino, la lontra, l'alce, il lupo, la volpe, il ghiottone, l'orso bruno, la martora, la donnola e la volpe artica.

## Turismo
Nel parco è possibile praticare rafting, nautica da diporto ed escursionismo in estate e sci nordico in inverno. È consentita anche la caccia, entro certi limiti, ma i permessi necessari devono essere richiesti con diversi mesi di anticipo.
A causa della posizione remota del parco, il numero di visitatori è ancora piuttosto basso. Secondo la direzione del parco, esso è attualmente visitato da circa 4000 turisti ogni anno, un numero di gran lunga inferiore alle sue potenziali capacità ricreative. La direzione ha anche espresso preoccupazione per il fatto che le entrate del parco (circa 2,4 milioni di rubli [100.000 dollari] all'anno) non riuscivano a coprire le spese per la gestione del parco (circa 5 milioni di rubli [200.000 dollari] all'anno).